# Canardvinge
En canardvinge ((fransk): and) er en mindre vinge på hver side af et flys forende. Begrebet omfatter både bevægelige og fastmonterede små vinger langt foran på flyet. De bevægelige canardvinger kan have samme funktion som højderor på et mere traditionelt bygget fly, og de kan bruges med modsat bevægelsesretning for at give rotation langs længdeaksen. 
På de fleste flymodeller vil canardvingerne bidrage til bedre kontrol af pitch / rotation om tværaksen og give større stabilitet, således at det ikke er så kritisk, hvor langt foran eller bagved i flyet vægten af brændstof, passagerer og bagage/gods er placeret. Canardvingerne bidrager endvidere en smule til flyets opdrift.
Enkelte moderne jagerfly er bygget således, at vingerne sidder så langt fremme, at flyet er ustabilt, idet der i tilfælde af, at næsen rettes op, risikeres, at bevægelsen bliver kraftigere, hvorved flyet bliver ukontrollerbart. Under flyvning er disse fly styret af en computer, der registrerer flyets bevægelser og korrigerer i tilfælde af manglende stabilitet. Flere af disse fly er fremstillet med canardvinger for at give mulighed for korrektion af flyets bevægelser.

## Flytyper/modeller med canardvinger (udvalg)
| - Atlas Cheetah - Rockwell B-1 Lancer - Beech Starship - Chengdu J-9 - Chengdu J-10 - Curtiss-Wright XP-55 Ascender - Dassault Rafale - Eurofighter Typhoon - Grumman X-29A - IAI Kfir - IAI Lavi - Miles Libellula - North American SM-64 Navaho | - North American X-10 - Piaggio P.180 Avanti - Saab Viggen - Saab Gripen - Sukhoj Su-30 MKI - Sukhoj Su-33 - Sukhoj Su-35 - Sukhoj Su-37 - Tupolev Tu-144 - Velocity XL - Wright Flyer - XB-70 Valkyrie |

## Galleri
- Canardvinger på Eurofighter Typhoon
- Canardvinger på Tupolev Tu-144D
- Sukhoj Su-33
- Canardvinger på XB-70 Valkyrie bombefly prototype
- Closeup af Piaggio P.180 Avantis canardvinger
- Beechcraft Starship

## Eksterne links
- Wikimedia Commons har flere filer relateret til Canardvinge